# Кёверих
Кёверих (нем. Köwerich) — община в Германии, в земле Рейнланд-Пфальц. 
Входит в состав района Трир-Саарбург. Подчиняется управлению Швайх.  Население составляет 351 человек (на 31 декабря 2010 года). Занимает площадь 2,31 км².